# Go Let it Out
"Go Let it Out" er en sang af det engelske rock band Oasis, som er skrevet af guitaristen Noel Gallagher. Nummeret bliver udgivet i februar 2000 som den første single fra deres fjerde udspil, Standing on the Shoulder of Giants. Singlen toppede de engelske hitlister som nummer 1. Derudover, er sangen også inkluderet på Oasis' opsamlingsplade Stop the Clocks.
Da guitarist Bonehead og bassist Guigsy dropper ud af bandet i den tidlige del af optagelserne til Standing on the Shoulder of Giants, byder nummeret blot på Liam Gallagher (sang), Noel Gallagher (rymte-guitar, bas, lead-guitar) og Alan White (trommer). 
Teksten er en typisk kombination af positive følelser og meningsløse vendinger, som Noel Gallagher anvender i stor stil i en række tekster af Oasis. Nummeret er i tråd med Roll With It på den måde, at den opmuntrer lytteren til, at komme videre med deres liv, hvilket sker, uden at være nøjagtig i hvordan dette skal ske. Sangen indeholder elementer fra "I Walk on Gilded Splinters" af Johnny Jenkins. Titlen kunne være en hentydning til Hey Jude af The Beatles, som i dette nummer skriver: "So let it out and let it in, hey, Jude, begin

## Indhold
- CD RKIDSCD 001

1. "Go Let It Out" – 4:41
2. "Let's All Make Believe" – 3:53
3. "(As Long As They've Got) Cigarettes In Hell" – 4:21

- 7" RKID 001

1. "Go Let It Out" – 4:41
2. "Let's All Make Believe" – 3:53

- 12" RKID 001T

1. "Go Let It Out" – 4:41
2. "Let's All Make Believe" – 3:53
3. "(As Long As They've Got) Cigarettes In Hell" – 4:21

- Cassette RKIDCS 001

1. "Go Let It Out" – 4:41
2. "Let's All Make Believe" – 3:53